# Черниченко, Юрий Дмитриевич
Ю́рий Дми́триевич Черниче́нко (7 августа 1929, Грайворон, Белгородский округ, Центрально-Чернозёмная область — 14 июля 2010, Москва) — советский писатель, прозаик, журналист, общественный и политический деятель, телеведущий.

## Биография
Родился 7 августа 1929 года в городе Грайворон Курской области, семья переезжает на Кубань, в 1934 году родители, опасаясь за здоровье своих детей, переезжают из малярийных плавен Кубани в сухой и более здоровый по климату Крым, в Карасубазар, где отец устроился агроном-плановиком. Через год семья переезжает в Судак. Здесь Юрий пошел в первый класс Судакской средней школы. 
Его отец был призван в истребительный батальон, был расстрелян немцами в феврале 1942 года за помощь войскам Судакского десанта.
Окончил филологический факультет Кишинёвского государственного университета (1953). Член СП СССР (1966). В 1986—1991 годах был секретарём правления и сопредседателем секретариата СП СССР. В 1991 году стал секретарём правления Союза писателей России.
Вёл на телевидении передачу «Сельский час», публиковался в журнале «Знамя», газетах «Алтайская правда», «Советская Россия» и «Правда». Делегат XIX конференции КПСС (1988).
В 1989—1991 годах в печати и на телевидении систематически жестко критиковал колхозно-совхозную систему.
В 1990 году стал сопредседателем всесоюзной ассоциации писателей в поддержку перестройки «Апрель».
В 1989—1991 — народный депутат СССР, член Межрегиональной депутатской группы.
В 1993 году подписал «Письмо 42-х» в поддержку силового разгона съезда народных депутатов и Верховного Совета России.
В 1993—1995 — депутат Совета Федерации первого созыва, член Комитета по аграрной политике. Занимал пост председателя Крестьянской партии России.
Скончался 14 июля 2010 года после продолжительной болезни. После кремации прах Черниченко, согласно его воле, захоронен в Крыму у горы Ай-Георгий в Судаке.

## Награды и премии
- орден «Знак Почёта»
- премия СЖ СССР (1966)
- медаль «Защитнику свободной России» (1993)[4]

## Сочинения

### Проза
- Богатство целины — народу: Очерки. — М., 1960. В соавторстве с С. Любимовым
- Антей и Бобошко: Очерки. — М., Советская Россия, 1963.
- Стрелка компаса. — М., Политиздат, 1965.
- У нас дома. — М., Политиздат, 1967.
- Зимний Никола: Очерки. — М., 1970.
- Ржаной хлеб. — М., Советский писатель, 1971. — 304 с.
- Земля в колосьях. — М., 1972.
- Уравнение с известными. — М., 1974 (Писатель и время)
- Яровой клин. — М., Советский писатель, 1975. — 328 с., 30 000 экз.
- Русский чернозем. — М., Современник, 1978.
- Литовский дневник. — М., 1979 (Писатель и время)
- Кузнец, пахарь и мельник: Из записок тележурналиста. — М., 1982 (Писатель и время)
- Про картошку. — М., Советский писатель, 1982.
- Надежда и опора. — М., 1983 (Библиотека кинодраматургии). В соавторстве с Б. Метальниковым
- Умение вести дом: Очерки. — М., Советский писатель, 1984.
- Русская пшеница. — М., Современник, 1987
- Вокруг комбайна. — М., Правда, 1987
- Русский хлеб. — М., Правда, 1988. — 480 с., 60 000 экз.
- Дальняя поездка. — М., Современник, 1988. — 176 с., 50 000 экз.
- Хлеб. — М., Художественная литература, 1988
- Земля и воля. — М.: ПИК, 1991.
- Страна Лимония. — М., 1995
- Юрий Черниченко: дело было в России. М., 1997.
- Черниченко Ю. Д. Мускат белый Красного Камня. — М.: Коктебель, 2007. — 176 с. — 1500 экз. — ISBN 9669594111.
- Черниченко Ю. Д. Время ужина. — М.: Коктебель, 2009. — 240 с. — 600 экз. — ISBN 9785812512187.